# Emilio Del Bono
Emilio Del Bono (Brescia, 26 novembre 1965) è un politico italiano, sindaco di Brescia dal 12 giugno 2013 al 31 marzo 2023.
È stato deputato alla Camera per tre legislature: la XIII, la XIV e la XV, ricoprendo vari incarichi parlamentari.

## Biografia
Nato a Brescia, figlio di Luciano e Tea, titolari di una panetteria, è cresciuto nel quartiere Villaggio Badia. Dopo aver conseguito la maturità al liceo ginnasio statale Arnaldo, si è laureato in giurisprudenza all'Università Statale di Milano, ha lavorato al servizio legale di "Confcooperative" e come libero professionista per società nel settore della sicurezza del lavoro e della responsabilità sociale di impresa.
È socio e sostenitore della Cooperativa cattolico-democratica di cultura (Ccdc) e impegnato in progetti promossi da "Amnesty International". Svolge inoltre l'attività di libero professionista.
Con l'esperienza nel periodico La Fionda, gli permette di entrare in politica: dal dicembre 1991 al giugno 1993 ricopre la carica di consigliere comunale nella sua città natale, contribuendo alla stesura dello statuto comunale di Brescia. Eletto segretario provinciale della Democrazia Cristiana nel 1993, mantiene la carica fino allo scioglimento del partito. Nel 1994 diventa il primo segretario provinciale dell'appena rinato Partito Popolare Italiano di Mino Martinazzoli.
È stato componente della Direzione nazionale e della Segreteria nazionale del Partito Popolare Italiano a fianco di Franco Marini e de La Margherita di Francesco Rutelli.

### Deputato alla Camera
Dal 1996 al 2008 è deputato: nella XIII legislatura (1996) è eletto nelle liste de L'Ulivo, nella seguente in quella de La Margherita e nella quindicesima ancora nell'Ulivo.
Nel corso della sua carriera parlamentare è stato:
- capogruppo de L'Ulivo in Commissione Lavoro della Camera dei Deputati;
- membro del comitato ristretto per la stesura della legge sul collocamento obbligatorio, di quello della legge sull'impresa sociale e di quella del Testo Unico in materia di sicurezza sul lavoro;
- relatore della riforma del welfare, della legge sul socio lavoratore delle cooperative e della legge sul servizio civile volontario;
- vicepresidente della Commissione di controllo sull'attività degli organi gestori delle forme obbligatorie di previdenza e di assistenza sociale;
- vicepresidente della Commissione della bicamerale di inchiesta in materia di infortuni sul lavoro.
- capogruppo dei Popolari/Ulivo in Commissione stragi e terrorismo.

### Candidatura a sindaco di Brescia
Aderito al Partito Democratico (PD) nel 2007, nell'aprile 2008 prende la decisione di non ricandidarsi in parlamento per la XVI legislatura per dedicarsi alla sua famiglia, al suo lavoro ed alla sua città, e viene candidato dal neonato partito a sindaco di Brescia. Alle elezioni amministrative del 2008 Del Bono si presenta con una coalizione di centro-sinistra composta, oltre dal Partito Democratico, anche da: La Sinistra l'Arcobaleno, Italia dei Valori di Antonio Di Pietro, Federazione dei Verdi e due liste civiche "Lista Civica Brescia Braghini" e "Gioventù in Comune". Viene sconfitto direttamente al primo turno dal deputato Adriano Paroli, candidato del centro-destra (sostenuto da: Popolo delle Libertà, Lega Nord, Unione di Centro, Partito Pensionati e altre civiche) con il 51,4% dei voti, ottenendo il 35,8% dei voti. Viene eletto comunque in consiglio comunale, diventando capogruppo del Partito Democratico e vicepresidente della Commissione statuto e regolamenti, oltre che guidare l'opposizione alla giunta comunale di Adriano Paroli.

### Sindaco di Brescia

#### Primo mandato
Nel settembre 2012 la direzione provinciale del Partito Democratico gli rinnova la fiducia, considerandolo candidato di partito alle primarie di coalizione per la nomina del candidato sindaco per il centro sinistra alle elezioni comunali del 2013.
Alle elezioni amministrative del 2013 si candida di nuovo a primo cittadino di Brescia, appoggiato da una coalizione di centro-sinistra formata da: Partito Democratico, Al Lavoro con Brescia, Ecologisti e Reti Civiche, Brescia Spirito Libero e le liste civiche "Brescia Civica per Del Bono Sindaco" e "Brescia con la Gente". Al primo turno del 26 maggio ottiene il 38,1% dei voti, accedendo al ballottaggio contro il principale sfidante, nonché sindaco uscente del centro-destra Paroli, fermo al 38,0% dei voti. 
Al ballottaggio del 9 giugno vince con il 56,5% delle preferenze, grazie all'apparentamento al secondo turno con la lista Brescia per Passione di Laura Castelletti, contro il 43,5% dello sfidante Paroli. Insediandosi il successivo 12 giugno come sindaco di Brescia.
Il primo mandato è caratterizzato da un nuovo PGT che azzera il consumo di suolo, dalla nascita del Parco delle Cave, dalla riapertura della Pinacoteca Tosio Martinengo, dalla ristrutturazione e riapertura del PalaLeonessa e dall'avvio delle bonifiche dei parchi pubblici a sud della città.

#### Secondo mandato
Alla scadenza del primo mandato nel 2018, Del Bono si ricandida alla carica di sindaco per un secondo mandato, sempre sostenuto da una coalizione di centro-sinistra, composta da: PD, Brescia 2030, "Sinistra a Brescia" che include Liberi e Uguali e la Federazione dei Verdi, oltre alle civiche: "Civica Del Bono", "Brescia per Passione" e "Del Bono 2.0". Alle amministrative del 10 giugno viene rieletto al primo turno con il 53,9% dei voti, battendo la candidata del centro-destra Paola Vilardi di Forza Italia ferma al 38,1%, e mantenendo la guida di centro-sinistra della città. Commentando la vittoria, Del Bono ha detto ai microfoni di Rai News: "Brescia ci ha premiato per lo stile perché non siamo arroganti".
Nel corso del suo secondo mandato, la sua amministrazione deve affrontare la pandemia di COVID-19, che nella prima fase si sviluppa rapidamente nella Lombardia orientale. In seguito, unitamente a Bergamo altrettanto colpita nelle prime fasi della pandemia, lavora per ottenere il titolo di capitale italiana della cultura per l'anno 2023.
Secondo il Corriere di Brescia il sindaco avrebbe avuto un ruolo nella decisione dell' annullamento della costruzione dello shunt di Brescia . L'infrastruttura avrebbe consentito di ridurre notevolmente i tempi di percorrenza sulla direttrice AV Milano - Verona tuttavia riducendo il traffico presso il nodo di Brescia riducendo anche il numero di treni che vi sarebbero fermati. La decisione è stata ampiamente criticata anche dal sindaco di Montichiari che avrebbe visto sorgere una nuova stazione sul suo territorio funzionale all' Aeroporto Gabriele D'Annunzio.
Nel novembre 2021, il progetto di costruzione di una linea tranviaria collegante il quartiere della Pendolina al Centro Fiera, nato agli inizi del primo mandato, ottiene il finanziamento da parte del Ministero delle infrastrutture e della mobilità sostenibili. Il mese seguente apre la nuova via Milano, riqualificata grazie a un progetto di rigenerazione urbana cofinanziato dal Governo.
È Vicepresidente nazionale dell'Associazione Nazionale Comuni Italiani con delega ai Servizi pubblici locali.

### L'elezione in regione
In vista della scadenza del secondo mandato da sindaco, alle elezioni regionali in Lombardia del 2023 è candidato come capolista nella lista del PD, nella circoscrizione di Brescia. Viene eletto consigliere e con oltre 35.000 preferenze risulta essere il candidato più votato in assoluto.
Il 15 marzo viene eletto Vicepresidente del Consiglio regionale della Lombardia.
Il 31 marzo decade dalla carica di Sindaco di Brescia, visto l’incompatibilità della carica di primo cittadino con quella di consigliere regionale.
È stato eletto, ad ottobre 2023, Presidente dell'Assemblea regionale del Partito Democratico della Lombardia e coordinatore del Laboratorio Lombardia 2028.